# 池田長亮
池田 長亮（いけだ ながあき、1683年5月29日（天和3年5月4日） - 1713年9月13日（正徳3年7月24日））は、徳島藩の家老を代々務めた池田家の第4代当主。父は初代・蜂須賀玄寅の庶子・三尾正長。通称は元太郎。
元禄11年（1698年）、召し出され禄高1000石中老格となる。藩主一門・蜂須賀隆喜の娘芳を正室に迎えるが、後に離縁した。正徳3年7月24日没。享年31。